# Ścieżka Obejściowa

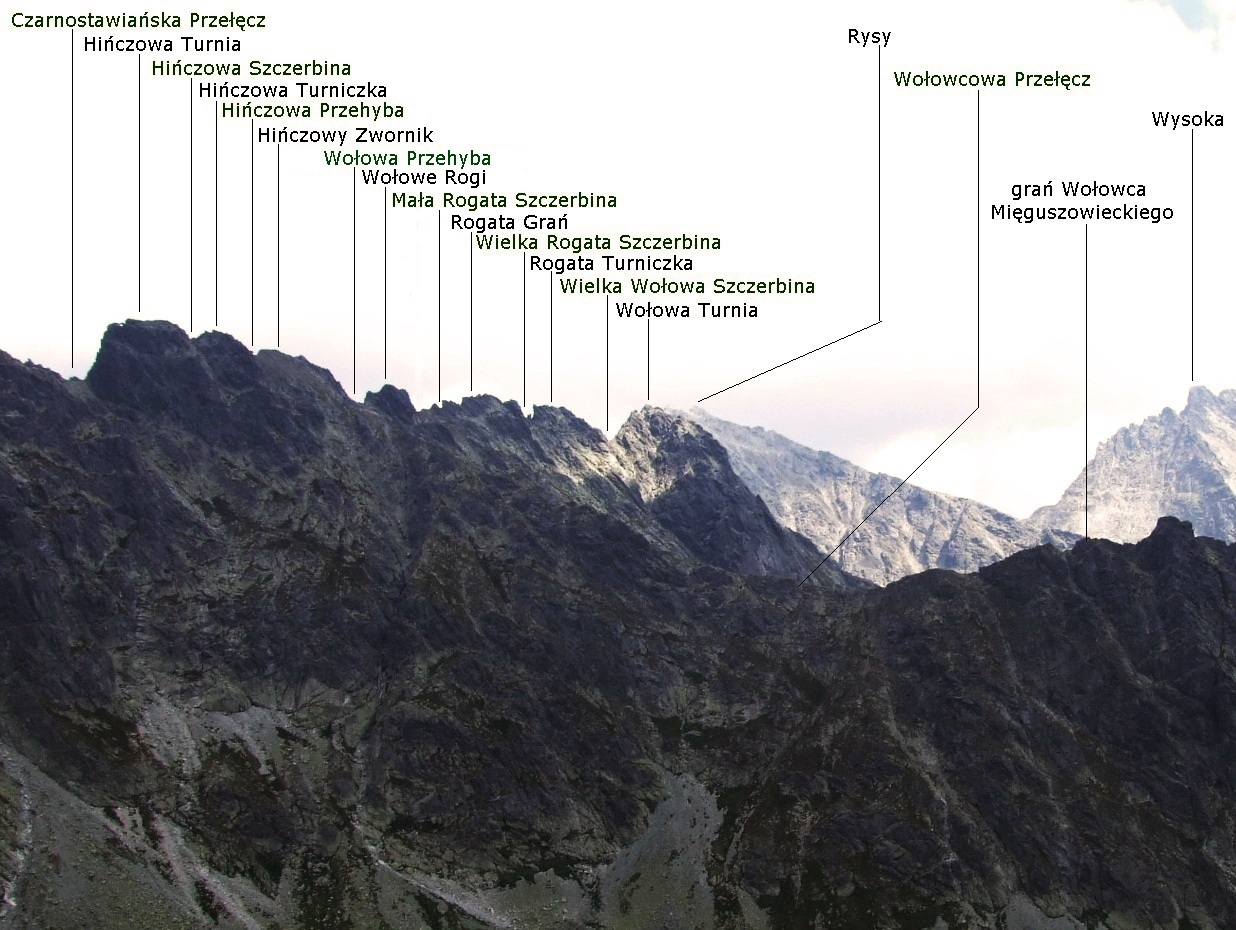
Południowe stoki Wołowego Grzbietu, którymi przebiega Ścieżka Obejściowa

Ścieżka Obejściowa – droga wspinaczkowa w Wołowym Grzbiecie w Tatrach Wysokich, prowadząca od Wielkiej Wołowej Szczerbiny (ok. 2355 m) do Czarnostawiańskiej Przełęczy (ok. 2340 m). Nie biegnie granią Wołowego Grzbietu, lecz jego południowymi stokami po słowackiej stronie. Mniej więcej do linii spadku Hińczowego Zwornika jest to wyraźna ścieżynka, na stokach Hińczowego Zwornika zanika, ale znów pojawia się pod północno-zachodnią ścianą Hińczowej Turni.
Ścieżka Obejściowa wraz z drogą trawersującą stoki Mięguszowieckiego Szczytu Czarnego tworzą najbardziej przez taterników używaną drogę zejściową z dróg wspinaczkowych na Wołowym Grzbiecie do Morskiego Oka. Zwykle przechodzone są tylko jej odcinki. Znajduje się w rejonie dopuszczonym do uprawiania taternictwa, ale zamkniętym dla turystów.
Nazwę ścieżki nadał Władysław Cywiński w 12 tomie przewodnika Tatry. Na większej części swojej długości ścieżka jest łatwa (0+ w skali UIAA), w jednym tylko miejscu ma trudność II. Czas potrzebny na całe jej przejście to 1 godz.
Pierwsze przejście Ścieżki Obejściowej miało miejsce 11 września 1905 roku, wyczynu dokonali Katherine Bröske i Simon Häberlein. Część drogi przeszli jednak inaczej. Jako pierwsi trawers pod szczytowym blokiem Hińczowej Turni przeszli Ernst Dubke i Johann Franz 16 września 1903 roku.